# Мађарско сиво говече
Мађарско сиво говече (мађ. Magyar szürke szarvasmarha, Magyar alföldi) је стара раса мађарског говечета која је служила за исхрану. Данас је законом заштићена и спада у једну од оригиналних мађарских раса.
Ова врста припада подолској групи говеда (сиво-степско говече) и веома је добро адаптирана захтевима екстезивног сточарског система. Врста је настала и формирала се у Панонској низији.

## Карактеристике
Мађарско сиво говече је касностасно, али витко и доста високо. Бик достиже висину од 145-155 cm и тежину од 800 - 900 kg, док крава достиже висину од 135-140 cm и тежину од 500-600 kg.
Крзно јој је чупаво и боја се прелива од сребрнастобеле до пепељасто сиве. Телад се рађају са црвенкасто-жутим крзном. Мађарско сиво говече је веома издржљиво, лако се размножава и дуговечно је. Рогови су усправљени нагоре, дугачки и благо повијени.

## Историја
По изворима, сиво говече је стигло на данашње просторе заједно са Мађарима у 9. веку са истока. Прве слике сивог говечета се могу видети у мађарској илустрованој хроници која је настала у 14. веку.
У средњем веку ово говече је узгајано за исхрану и извозило се ван граница Мађарске по читавој западној Европи. Говече је било на цени због изузетно квалитетног меса тако да је узгајање било исплативо.
Данас Мађарско сиво говече се више узгаја као туристичка атракција по националним парковима, где се и данас напајају са традиционалног ђерма, затим по зоолошким вртовима Европе као раритет, али се може и даље наћи у појединим крајевима у слободном држању, као на пример у Боцфелде (Bocfölde) у жупанији Зала и у западним деловима Мађарске. Ова стада служе као банке гена и за расплођавање, нарочито због податка да су изузетно отпорне на многе болести које погађају данашње типове високомлечних и високомесних говеда.